# Deporte en El Salvador

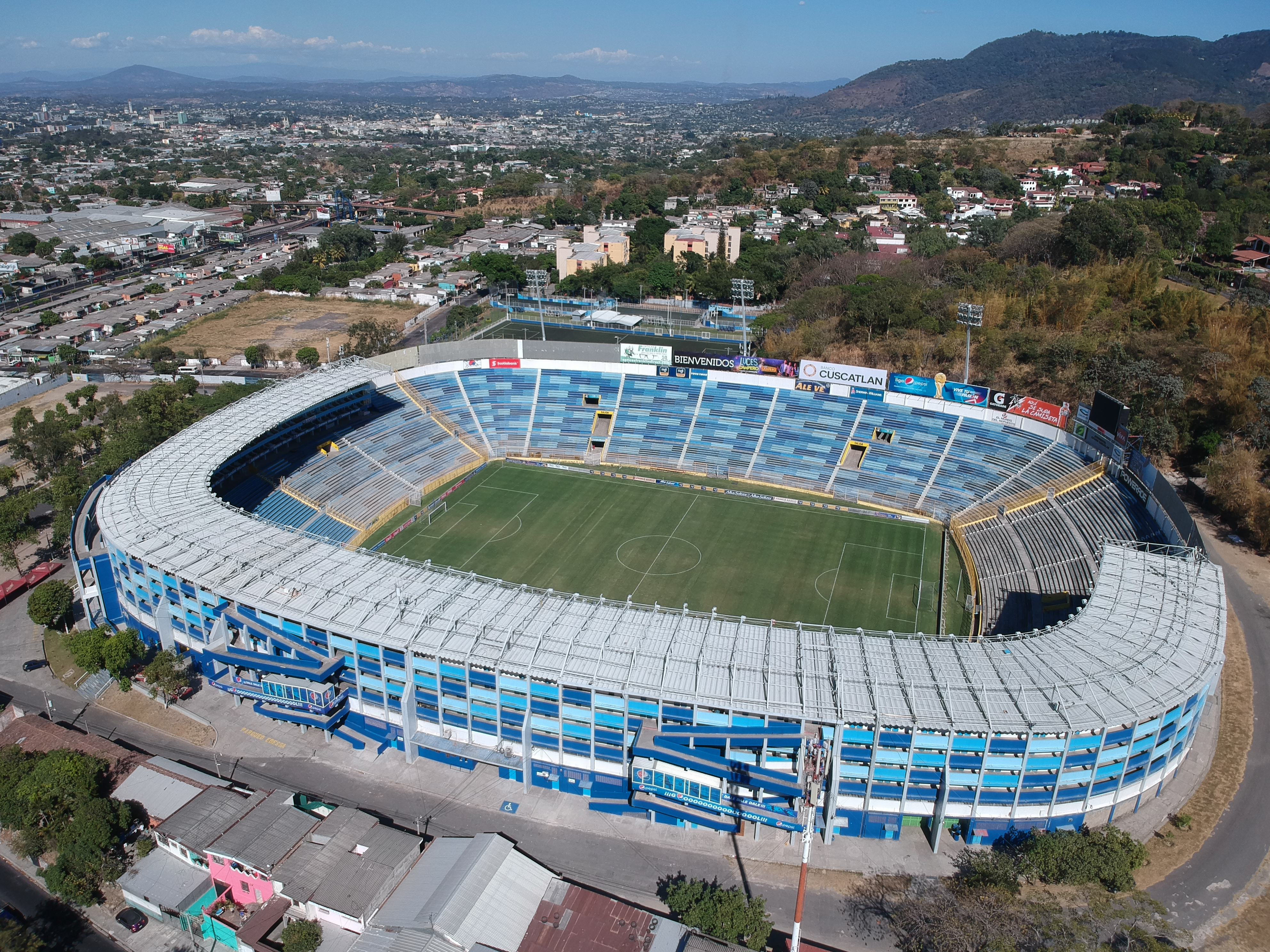
El Estadio Cuscatlán, con una capacidad para más de 50 mil espectadores, es el estadio más grande de Centroamérica y El Caribe.

El deporte en El Salvador es todo aquel practicado dentro de su territorio, el deporte más conocido es el fútbol.

## Fútbol
El deporte más practicado en ese país es el fútbol, el país cuenta con una selección nacional y un torneo corto.

## Selección nacional de El Salvador
La República de El Salvador posee una selección nacional que es administrada por la FESFUT o Federación Salvadoreña de Fútbol, es filial de la Concacaf y de la FIFA. El director técnico de El Salvador es el exjugador mexicano Carlos de los Cobos. Actualmente está en la posición 69 del ranking mundial de la FIFA.

## Primera División de Fútbol Profesional
También conocida como Liga Pepsi por motivos de patrocinio, es la máxima categoría del fútbol salvadoreño bajo la supervisión de la Federación Salvadoreña de Fútbol (FESFUT). 
Actualmente existe también una segunda división de fútbol salvadoreño, e incluso una tercera división, a la que se asciende tras pasar una liga regional.

## Bádminton
Un deporte de raqueta y un volante es un deporte poco practicado en El Salvador actualmente se tienen varios lugares donde practican este deporte en San Salvador, Soyapango y Suchitoto.

## Voleibol

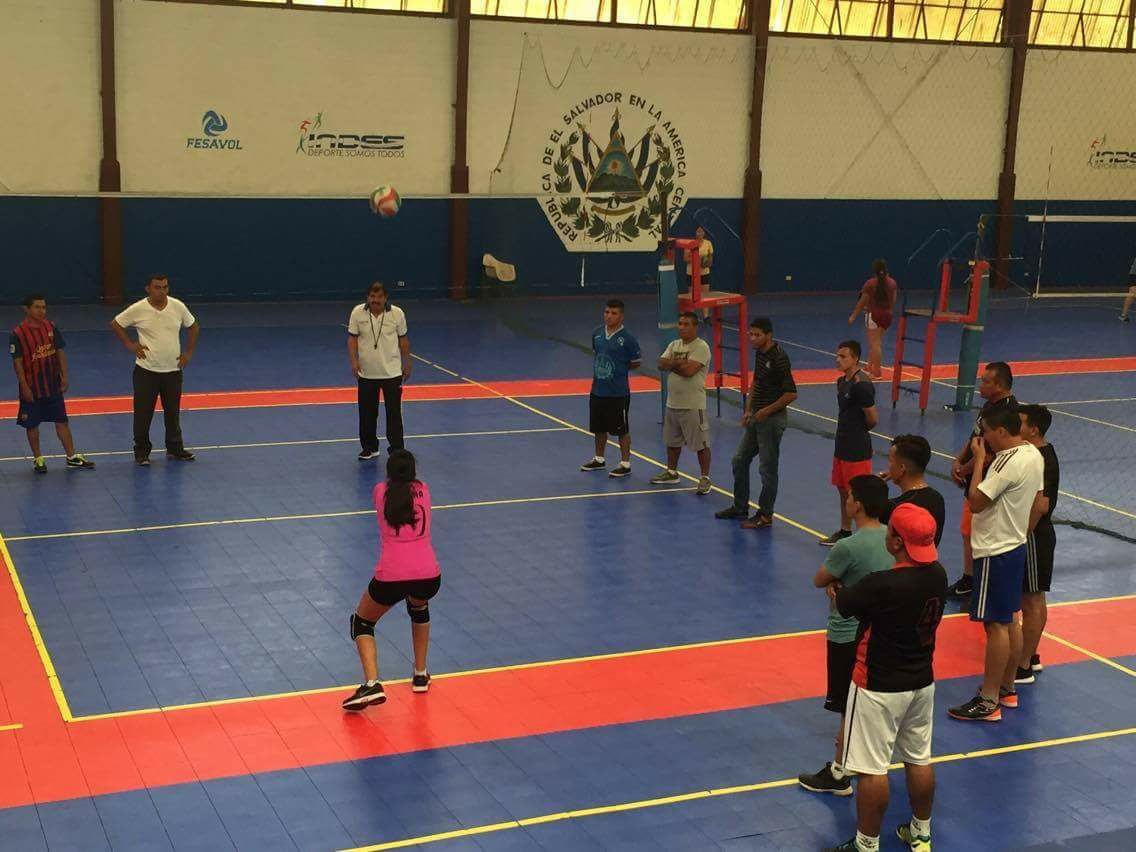
Entreno en FESAVOL.

En el Salvador, quien se encarga de la realización de este deporte es la Federación Salvadoreña de Voleibol, con sus oficinas y canchas principales ubicadas contiguo al Gimnasio Nacional "Adolfo Pineda", 6-10 Calle Pte., San Salvador. Sus instalaciones cuentan con 2 canchas de voleibol de playa y 2 de voleibol de playa.  
Su misión es fomentar el desarrollo y el crecimiento del deporte del voleibol, al servicio del desarrollo integral de las personas y del desarrollo armónico de la sociedad, en afiliación a la Federación Internacional de Voleibol, dentro del Movimiento Olímpico y de la política deportiva nacional.
Anualmente, la Federación Salvadoreña de Voleibol realiza una serie de torneos abiertos a todos los equipos nacionales, con la intención de seguir promocionando su práctica. Estos torneos cuentan con tres categorías: primera (siendo la más alta), segunda y tercera. Además, cuenta con torneos de nivel estudiantil, en los cuales hace convocatoria a todas aquellas instituciones educativas que posean equipos de voleibol y quieran participar, para una sana competencia premiada. También realizan convocatorias para formar la selecciones nacionales en diversas categorías, para que estas puedan ser partícipes de competencias a nivel regional. Sin embargo, en la rama del voleibol de playa realizan rankings 1 vez al mes. Esta modalidad consiste en realizar torneos cortos durante un fin de semana de cada mes y de acuerdo a la posición en que culminan, los participantes van ganando puntos y las parejas que más puntos tengan son las que representan al país en competencias. Lastimosamente a los y las deportistas que practican esta modalidad no se les da tanto apoyo, así que deben recurrir a patrocinadores y a autofinanciarse gran parte de los recursos necesarios para participar.  

## Instituto Nacional de los Deportes
El Instituto Nacional de los Deportes de El Salvador (INDES); es el máximo rector nacional del deporte mediante decreto legislativo N.º 300 del año 1980, alberga en total a 32 federaciones deportivas.